# François Dufour
François Dufour (Vezon, 23 maart 1938 — Doornik, 4 juni 2014) was een Belgisch politicus voor de PS.

## Levensloop
Dufour werd bediende en directeur openbare werken van de stad Doornik en ontwikkelde er een intense syndicale activiteit. Als afgevaardigde voor de CGSP-afdeling voor gemeenteambtenaren in Doornik mobiliseerde hij in het begin van de jaren '80 zijn troepen tegen de bijzondere machten die werden toegekend aan de regering-Martens V. Hij werd eveneens kabinetschef van Raoul Van Spitael, burgemeester van Doornik, en beheerder van IGEHO, de intercommunale voor de distrubutie van gas en elektriciteit in het westen van Henegouwen. Vanaf 1989 was hij tevens ondervoorzitter van IPALLE, de intercommunale voor omgevingsbeheer in Picardisch Wallonië, waar hij vanaf 1991 de dienst voor waterzuivering voorzat en van 1994 tot 2006 de functie van voorzitter uitoefende. 
François Dufour werd politiek actief voor de PS en bij de verkiezingen van november 1985 stond hij als opvolger op de kieslijst van de partij voor de Senaat in het arrondissement Doornik-Aat-Moeskroen. Een jaar later, in 1986, nam de PS nieuwe statuten aan, waarbij het cumuleren van het mandaat van burgemeester of schepen van een grootstad met het ambt van parlementslid werd verboden. Als gevolg hiervan nam de Doornikse schepen Roger Delcroix in december 1986 ontslag uit de Senaat, waarna Dufour in februari 1987 werd aangeduid om hem op te volgen als provinciaal senator voor Henegouwen. Dit mandaat oefende hij tot aan de verkiezingen van december 1987. 
Hij werd bij deze verkiezingen verkozen tot lid van de Kamer van volksvertegenwoordigers voor het arrondissement Doornik-Aat-Moeskroen, een functie die hij zou bekleden tot in 2003. Als gevolg van de toen bestaande dubbelmandaten zetelde hij in de periode 1988-1995 eveneens in de Waalse Gewestraad en de Raad van de Franse Gemeenschap. In de Waalse Gewestraad was hij van mei tot oktober 1988 eerste ondervoorzitter en in de Kamer was hij in de periode 1992-1995 lid van de commissie voor de herziening van de Grondwet. Bij de verkiezingen van 2003 kwam hij niet meer op.
Op lokaal politiek niveau was François Dufour van 1989 tot 2006 gemeenteraadslid van Doornik.
In juni 2014 stierf hij op 76-jarige leeftijd.